# 메리 리키

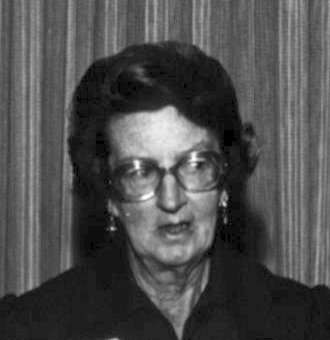

메리 더글라스 리키(Mary Douglas Leakey, FBA née Nicol, 1913년 2월 6일 – 1996년 12월 9일)는 영국의 고인류학 자로 인류의 조상으로 여겨지는 멸종된 유인원인 Proconsul 두개골 화석을 최초로 발견했다. 그녀는 또한 아프리카 동부 탄자니아의 올두바이 협곡 에서 견고한 진잔트로푸스 두개골을 발견했다. 그녀는 경력의 대부분 동안 남편인 루이스 리키와 함께 Olduvai Gorge에서 고대 호미 닌과 초기 호미닌의 화석과 후자 그룹이 생산한 석기 도구를 발견했다. 메리 리키는 올두바이에서 발견된 석기 도구를 분류 하는 시스템을 개발했다. 그녀는 Laetoli 발자국 을 발견했고 Laetoli 유적지에서 375만 년 이상 된 호미닌 화석을 발견했다.
1972년 남편이 사망한 후 리키는 올두바이 발굴 책임자로 임명되었다. 그녀는 현장에서 그녀의 아들 Richard 를 훈련시켜 고인류학의 리키 가족 전통을 유지했다.

## 같이 보기
- 화석 인류